# Slaget vid Zab
Slaget vid Zab (arabiska: معركة الزاب) ägde rum den 25 januari 750 vid Övre Zap i nuvarande Irak. Slaget bidrog till slutet för det Umayyadiska kalifatet och början för Abbasidkalifatet, vilket skulle bestå fram till 1200-talet.

## Bakgrund
747 utbröt en större revolt mot Umayyaderna, vilka styrde över större delen av mellanöstern från 661 till 750 och även över stora delar av Nordafrika samt Iberiska halvön. Revolutionen möjliggjordes delvis genom missnöjet med den Umayyadiska regeringen i Damaskus bland befolkningen. Ytterligare kunde Abbasiderna hävda en direkt härstamning från profeten Muhammed, vilket inte Umayyaderna gjorde, vilket spelade stor roll i propagandan.

## Slaget
Uppgifterna om arméernas storlek varierar, men generellt anses det att Umayyadernas styrka var större än Abbasidernas. Abbasiderna fokuserade på en defensiv taktik och utnyttjade en formation med där spjutförsedda soldater stod längst fram med spjuten riktade mot sin fiende. Det Umayyadiska kavalleriet attackerade i hopp om att kunna bryta denna formation, vilket misslyckades. Abbasiderna kunde utnyttja sin position och lyckades gå segrande ur striden varpå den umayyadiska kalifen Marwan II flydde ihop med sin armé. För att undkomma de förföljande abbasiderna beslöt sig dock Marwan för att riva bron bakom sig, vilket fick till följd att många umayyadiska soldatter antingen höggs ned i strid eller drunknade. En abbasidisk styrka ledd av Abu Awn förföljde honom och hann upp honom några månader senare i Abusir i nuvarande Egypten, där han sedan avrättades.